# Archiwum Śląskiej Kultury Muzycznej

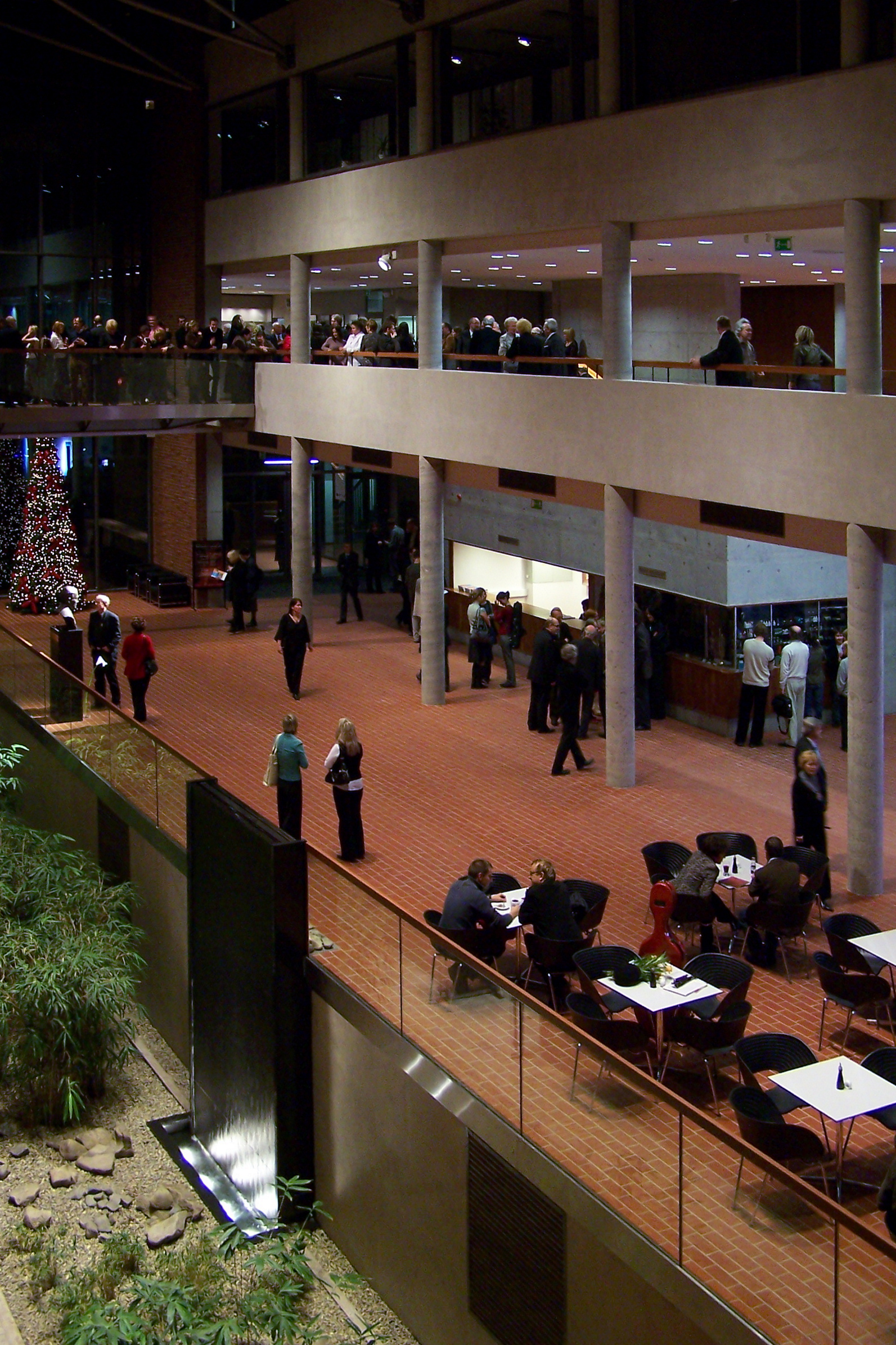
Widok z atrium Akademii Muzycznej w Katowicach na budynek Centrum Nauki i Edukacji Muzycznej, w którym znajduje się obecnie Archiwum Śląskiej Kultury Muzycznej

Archiwum Śląskiej Kultury Muzycznej – archiwum działające przy Bibliotece Głównej Akademii Muzycznej im. Karola Szymanowskiego w Katowicach zajmujące się dokumentacją kultury muzycznej regionu śląskiego.
Archiwum Śląskiej Kultury Muzycznej powstało w 1968 roku dzięki inicjatywie Karola Musioła – długoletniego dyrektora Biblioteki Głównej Akademii Muzycznej w Katowicach, który interesował się kulturą muzyczną Śląska w kontekście jego wielokulturowej historii, a w czasie swojej działalności wielokrotnie wydobywał z zapomnienia muzyków urodzonych na Śląsku. Do podstawowych zadań Archiwum zadań należy gromadzenie, opracowywanie i udostępnianie pracownikom nauki i studentom silesiaków w różnych językach – polskim, czeskim i niemieckim: rękopisów i druków muzycznych, piśmiennictwa i dokumentów życia muzycznego w oryginałach lub reprodukcjach oraz nagrań dźwiękowych. Pracownicy zajmują się ponadto upowszechnianiem dawnej i współczesnej muzyki śląskiej, inicjowaniem badań naukowych, organizacją sympozjów i konferencji oraz prowadzą działalność wydawniczą.
Z racji swojego położenia większa część jego zbiorów dotyczy działalności muzycznej na Górnym Śląsku. Prowadzona jest również dokumentacja profesjonalnego życia muzycznego w okresie od międzywojnia po czasy współczesne. Archiwum ma swoich zbiorach pokaźne zbiory publikacji pochodzących ze wydawnictw działających w śląskich miastach, m.in. w Bytomiu (Cieplik), Chorzowie, Cieszynie, Czeskim Cieszynie, Katowicach, Nysie, Ostrawie, Opawie, Prudniku, Głubczycach, Opolu, Raciborzu i Wrocławiu (wydawnictwa Allegro, Becher, Bote und Bock, Förster, Goerlich, Grossund, Barth, Hainauer, Hientsch, Korn, Leuckart, Litman i in.).
W Archiwum znajdują się autografy i rzadkie wydania dzieł Józefa Elsnera, zbiór śpiewników śląskich, rękopisy Edwarda Bogusławskiego, Henryka Mikołaja Góreckiego, Jana Wincentego Hawela, Witolda Szalonka i Józefa Świdra oraz spuścizny kompozytorskie Jana Sztwiertni, Władysława Macury, Stefana Ślązaka, Jana Gawlasa.